# Ostomopsinae
Ostomopsinae es una subfamilia de coleópteros polífagos.

## Géneros
- Ostomopsis